# Porcellio tortonesi
Porcellio tortonesi är en kräftdjursart som beskrevs av Arcangeli1932. Porcellio tortonesi ingår i släktet Porcellio och familjen Porcellionidae. Inga underarter finns listade i Catalogue of Life.